# Красуля (Могилёвская область)
Красуля — деревня в Круглянском районе Могилёвской области Республики Беларусь.

## География
Деревня в Круглянском сельсовете, в 6 км от Круглого, в 84 от Могилева, в 13 км от железнодорожной станции Толочин на линии Орша-Минск.

## История
В 1910 г. в списках населённых мест Могилёвской губернии, Могилёвского уезда, Круглянской волости в деревне Красуля собственностью владели: дв. Вик. Стан. Войнилович, В. Фр. Гиро, Гр. Стан. Полторацкий и дв. Вал. Лупандин.
Советская власть установилась в ноябре 1917 г. С февраля 1918 г. под оккупацией войск Германской империи.
С 1930-х годов организован колхоз.
С июля 1941 года до 27.06.1944 г под немецко-фашистской оккупацией.

## Население
- 1897 год — 31 человек (18 мужчин, 13 женщин)[2];
- 1909 год — 27 человек[2];
- 1910 год — 23 человека (12 мужчин, 11 женщин) и 3 двора[1].

## Административное деление
С 20.08.1924 г. в Круглянском районе Оршанский округ (до 26.07.1930), с 08.07.1931 г. в Толочинском районе, с 12.02.1935 в Круглянском районе, с 20.02.1938 г. в Могилевской области. С 16.09.1959 до 30.07.1966 в Белыничском районе, с 30.07.1966 снова в Круглянском районе и до н.в.